# Reuben Fine
Reuben Fine (* 11. Oktober 1914; † 26. März 1993 in New York City) war ein US-amerikanischer Schachspieler und Psychoanalytiker.

## Leben
Fine wuchs in New York auf, wo er auch den größten Teil seines Lebens verbrachte. Er war Augenzeuge des 1927 in New York ausgetragenen internationalen Schachturniers. Ab 1929 war er regelmäßig Gast beim Marshall Chess Club und beim Manhattan Chess Club, in denen er bald zu den stärksten Schnellschach- und Blitzschachspielern zählte. 1932 und 1933 gewann er die Western Championships, den Vorläufer der offenen USA-Meisterschaften, vor Samuel Reshevsky, 1934 teilte er mit ihm den ersten Platz. Beim Schachturnier in Pasadena remisierte er 1932 gegen den amtierenden Weltmeister Alexander Aljechin. 1933 nahm er erstmals an der Schacholympiade teil, die er am dritten Brett mit der Mannschaft der USA gewann.
Bei seiner zweiten Olympiade 1935, die er erneut mit den USA gewann, erzielte er am ersten Brett ein positives Ergebnis und gewann so das Selbstvertrauen, gegen die besten Schachspieler der Welt mithalten zu können. In der Folge gewann er die stark besetzten internationalen Turniere in Hastings (1935/36) und Zandvoort (1936). Im selben Jahr teilte er beim Weltklasseturnier in Nottingham mit Max Euwe und Reshevsky den dritten Platz. Die Schachzeitschriften Sahovsky Glasnik und Chess rechneten ihn 1936 zu den fünf besten Spielern der Welt. Er spielte noch mit großem Erfolg bei den Turnieren in Amsterdam (1936), Hastings (1936/1937), Stockholm, Moskau, Leningrad, Margate, Ostende und Semmering-Baden (alle 1937), während er in Ķemeri 1937 weniger gut abschnitt. Bei der Schacholympiade 1937 gewann er nicht nur mit der Mannschaft, sondern erzielte auch das beste Ergebnis am zweiten Brett. Er war Euwes Sekundant bei dessen Revanchekampf 1937 gegen Aljechin und verbrachte mehrere Monate in den Niederlanden. Danach kehrte er mit seiner holländischen Ehefrau nach New York zurück, um seinem Beruf als Psychologe weiter nachzugehen. Erst im Herbst 1938 spielte er wieder Schach, und zwar beim AVRO-Turnier, bei dem die gesamte Weltspitze teilnahm und Fine mit Paul Keres den ersten Platz teilte. Laut Garri Kasparow übertraf er seine Kollegen damals insbesondere hinsichtlich der strategischen Tiefe. Danach spielte Fine nur noch in den USA.
Bei den offenen USA-Meisterschaften war er weiterhin sehr erfolgreich, während er bei der geschlossenen Meisterschaft 1938 und 1940 jeweils Reshevsky den ersten Platz überlassen musste. Im Juli 1941 erreichte er mit 2762 seine beste historische Elo-Zahl. Er lag zeitweise auch auf Platz eins der nachträglich berechneten Weltrangliste. 1941 schrieb er auch das Schachbuch Basic Chess Endings, das zum Standardwerk der Endspieltheorie wurde. Michail Botwinnik bezeichnete es aufgrund seiner Tiefe, seiner Prägnanz und der Klarheit seiner Darstellung als die erste Monographie über Schachendspiele mit wissenschaftlichem Charakter. Während des Zweiten Weltkrieges arbeitete er als Analytiker für die US Navy. 1945 spielte er beim Radiowettkampf USA – UdSSR und ein Jahr später in Moskau erneut bei einem Länderkampf USA-UdSSR.
Fine war als Teilnehmer der Schachweltmeisterschaft 1948 vorgesehen, spielte dort aber nicht. Für seinen Verzicht wurden mehrere Gründe angegeben. Er arbeitete damals an der University of Southern California an seiner Doktorarbeit mit dem Titel A quantitative study of personality factors related to bronchial asthma in children und war unzufrieden damit, dass das Turnier erst 1948 und nicht, wie ursprünglich vorgesehen, schon 1947 stattfand. Außerdem war er darüber enttäuscht, dass ihn der amerikanische Schachverband nicht unterstützte. Larry Evans schrieb später, Fine habe deshalb verzichtet, weil er Absprachen der sowjetischen Spieler befürchtete.
Er kehrte nicht mehr zum aktiven Spiel zurück und arbeitete als Psychoanalytiker. Dennoch erhielt er 1950 von der FIDE den Großmeister-Titel verliehen. Fine hat 25 Turnierpartien gegen die Schachweltmeister Emanuel Lasker, Jose Raoul Capablanca, Alexander Aljechin, Max Euwe und Michail Botwinnik gespielt, aus denen er 14 Punkte erzielte. Garry Kasparow hebt hervor, dass Fine damit derjenige Schachspieler ist, der gegen Weltmeister das beste Resultat erzielt habe. 1963 spielte Fine eine freie Partie gegen Bobby Fischer, die Fischer in nur 17 Zügen gewann und in sein Buch Meine 60 denkwürdigen Partien aufnahm.
Fine veröffentlichte zahlreiche Bücher, sowohl über Schach als auch über Psychoanalyse. In der Studie Die Psychologie des Schachspielers versuchte er, aufbauend auf den Theorien Sigmund Freuds, der Schachpsychologie ein neues Fundament zu schaffen und die Psychologie der einzelnen Weltmeister wie die psychoanalytischen Hintergründe des Spiels selbst zu deuten.
1993 starb Reuben Fine an den Folgen eines Herzinfarktes.

## Werke (Auswahl)
- Dr. Lasker’s chess career (1935, zusammen mit Fred Reinfeld)
- Basic chess endings (1941)
- The ideas behind the chess openings (1943)
- Chess marches on (1946)
- Lessons from my games (1958)
- Freud, a critical re-evaluation of his theories (1962)
- The psychology of the chess player (1967, dt. Die Psychologie des Schachspielers)
- The healing of the mind (1971)
- The development of Freud’s thought (1973)
- Bobby Fischer’s conquest of the world’s chess championship (1973)
- Psychoanalytic psychology (1975)
- The world’s great chess games (1976, dt. Die größten Schachpartien der Welt)
- A history of psychoanalysis (1979)
- The psychoanalytic vision (1981)
- The logic of psychology (1983)
- The meaning of love in human experience (1985)
- Narcissism, the self, and society (1986)
- The forgotten man (1987, dt. Der vergessene Mann)